# Microcerella pilicoxa
Microcerella pilicoxa är en tvåvingeart som först beskrevs av Guilherme A.M.Lopes 1972.  Microcerella pilicoxa ingår i släktet Microcerella och familjen köttflugor. Inga underarter finns listade i Catalogue of Life.